# Christine Mboma
Christine Mboma   (Divundu, 22 de maig de 2003) és una atleta namíbia, especialitzada en les curses de velocitat. Ha participat en 1 Olimpíada, guanyant la medalla de plata en la prova dels 200m llisos als Jocs Olímpics de Tòquio 2020. Fou la primera medalla aconseguida per una atleta femenina de Namíbia en uns Jocs Olímpics, en tota la història.

## Biografia
Mboma va néixer a Shinyungwe, un petit poblat situat a la regió de Kavango de l'Est. És la més gran de 3 germanes i vivien en barraques tradicionals, dins d'una família en situació de pobresa. A més, quan tenia 16 anys, la seva mare va morir i a la mateixa edat es va començar a aficionar a l'atletisme (en les modalitats de 800m i 1.500m), guanyant totes les curses a nivell regional.

### Inicis professionals i medalla olímpica
El mes de novembre del 2020, amb només 17 anys, Mboma aconseguia la medalla d'or en les curses de 800m i 1500m al campionat de Namíbia. El mes d'abril de 2021 aconseguia a Lusaka, batre el rècord del món sub-20 en la prova dels 400m amb un temps de 49.24 segons. 2 mesos després tornava a batre el rècord sub 20 i aconseguia el rècord d'àfrica sènior amb una marca de 48.54 segons, tot i que no es va ratificar. Mboma, que s'havia classificat per la prova dels 400m als Jocs Olímpics de Tòquio, no la va poder competir, degut a uns alts nivells de testosterona naturals. La polèmica, que també va fer que no se li ratifiqués la seva marca personal, és deguda als conflictius canvis legals de la Federació Internacional d'Atletisme.
Tot i això, sí que va poder competir en la prova dels 200m, guanyant la medalla de plata amb un temps de 21.81 segons, la millor marca d'una atleta menor de 20 anys de tota la història. Això, la va fer guanyar la primera medalla femenina en la història de les Olimpíades per Namíbia. A finals d'any, amb només 18 anys i la seva primera participació, aconseguia guanyar el seu primer títol de la Diamond League en la prova dels 200m.

### 2022-2023: Lesió i prohibició de participació en proves internacionals
El 2022 va començar rebent el premi de la BBC a la millor personalitat esportiva de l'any 2021. El mes de març, en la sessió inicial de la temporada a Bloemfontein, corria la segona millor marca atlètica de l'any fins al moment en els 100m amb un temps de 11.15 segons. Un mes després, a Arkansas, en la mateixa prova, aconseguia el rècord nacional de Namíbia i el rècord africà dels 100m, aturant el cronòmetre en els 10.90 segons. El 7 de maig, es lesionava en trencar-se un múscul de la cuixa, lesió que li va impedir competir en el Campionat del Món d'Eugene. Va reaparèixer al mes d'agost, als Jocs de la Commonwealth, guanyant la medalla de bronze en la prova dels 200m, amb un temps de 22,80 segons.
El 23 de març de 2023, la Federació Internacional d'Atletisme prohibia a les atletes transexuals competir en proves femenines i a més enduria la normativa que afecta a les atletes amb hiperandrogenisme, en qualsevol prova atlètica. Aquesta nova legislació, deixava fora Mboma del Campionat del Món de Budapest. Des de l'aleshores, l'atletla namíbia va començar a prendre pastilles per reduir els seus nivells de testosterona, tot i que amb la incertesa de saber si aconseguiria arribar a la nova normativa i saber si podria tornar a competir professionalment. El mes de novembre, s'anunciava que Mboma podria tornar a córrer en les proves de 100m i 200m.

## Marques personals
| Disciplina     | Marca           | Vent     | Seu      | Data            |
| -------------- | --------------- | -------- | -------- | --------------- |
| 100m llisos    | 10.97 AU20R, NR | +1,6 m/s | Gaborone | 30 abril 2022   |
| 200m llisos    | 21.78 AR, NR    | +0,6 m/s | Zúric    | 9 setembre 2021 |
| 400m llisos    | 49.22           |          | Windhoek | 17 abril 2021   |
| 4x100m relleus | 43.76 NR        |          | Nairobi  | 22 agost 2021   |

## Trajectòria professional
| Jocs Olímpics | Jocs Olímpics | Jocs Olímpics | Jocs Olímpics |
| Any           | Seu           | Posició       | Prova         |
| ------------- | ------------- | ------------- | ------------- |
| 2020          | Tòquio        | 2             | 200m llisos   |